# Eta Cygni
Eta Cygni (η Cygni, förkortat Eta Cyg, η Cyg)  som är stjärnans Bayerbeteckning, är en stjärna belägen i den sydvästra delen av stjärnbilden Svanen (stjärnbild). Den har en skenbar magnitud på 3,89 och är synlig för blotta ögat där ljusföroreningar ej förekommer. Baserat på parallaxmätning inom Hipparcosuppdraget på ca 24,2 mas, beräknas den befinna sig på ett avstånd på ca 135 ljusår (ca 41 parsek) från solen.

## Egenskaper
Eta Cygni är en orange till röd jättestjärna av spektralklass K0 III. Den är en utvecklad röd klumpjätte, som för närvarande befinner sig på den horisontella grenen i HR-diagrammet och har börjat med fusion av helium i dess kärna. Den har en uppskattad massa som är ca 1,6 gånger större än solens massa, en radie som  är ca 11 gånger större än solens och utsänder från dess fotosfär ca 53 gånger mera energi än solen vid en effektiv temperatur på ca 4 780 K. 
Eta Cygni har fem visuella följeslagare, varav endast Eta Cygni B verkar vara fysiskt förbunden med primärstjärnan. Den är en stjärna av magnitud 12,0 och var år 2007 separerad med 7,80 bågsekunder vid en positionsvinkel på 206°.